# Ouratea paratatei
Ouratea paratatei är en tvåhjärtbladig växtart som beskrevs av C. Sastre. Ouratea paratatei ingår i släktet Ouratea och familjen Ochnaceae. Inga underarter finns listade i Catalogue of Life.